# Euproctis rubroguttata
Euproctis rubroguttata är en fjärilsart som beskrevs av Aurivillius 1904. Euproctis rubroguttata ingår i släktet Euproctis och familjen tofsspinnare. Inga underarter finns listade i Catalogue of Life.